# Siah Kamar-e Olya
Siah Kamar-e Olya (en persan : سياه كمرعليا), également connu sous le nom de Sīāh Kamar-e Bālā )  est un village du district de Mahidasht situé dans la préfecture de Kermanshah, dans la province de Kermanshah en Iran. Lors du recensement de 2006, sa population était de 61 habitants, répartis en 12 familles.